# Adenophallusia
Adenophallusia is een geslacht van rechtvleugeligen uit de familie krekels (Gryllidae). De wetenschappelijke naam van dit geslacht is voor het eerst geldig gepubliceerd in 1996 door de Mello & de Camargo e Mello.

## Soorten
Het geslacht Adenophallusia  is monotypisch en omvat slechts de volgende soort:
- Adenophallusia naiguatana (de Mello & de Camargo e Mello, 1996)